# I Love Democracy
I Love Democracy (littéralement « j'aime la démocratie ») est un programme de télévision diffusé en France et en Allemagne sur Arte. Créé et produite par Daniel Leconte, cette série documentaire s'attache à saisir un "moment démocratique" dans un pays du monde. " Chaque film est conçu comme un carnet de route : l'idée est de cheminer à travers le pays, de la périphérie vers le centre, c'est-à-dire la capitale, pour rencontrer les populations avant les décideurs. "I love democracy" est également présente sur Internet. Les films sont enrichis de contenus web . D'autres épisodes ont été consacrés à la Russie, aux États-Unis, à la Turquie, à la Grèce ou encore à Cuba. 

## Liste des épisodes
| No | Pays       | Réalisateurs                                      | Première diffusion | Sur le site d'ARTE | Sur le site de Doc en Stock |
| -- | ---------- | ------------------------------------------------- | ------------------ | ------------------ | --------------------------- |
| 1  | Tunisie    | Fabrice Gardel & Franck Guérin                    | 10/01/12           | *                  | *                           |
| 2  | Russie     | Herade Feist, Mathieu Pansard & Daniel Leconte    | 28/02/12           | *                  | *                           |
| 3  | Grèce      | Emmanuel Leconte & Daniel Leconte                 | 17/04/12           | *                  | *                           |
| 4  | Turquie    | Baudoin Koenig, Daniel Leconte & Fabrice Gardel   | 25/10/12           | *                  | *                           |
| 5  | États-Unis | Emmanuel Leconte & Franck Guérin                  | 10/11/12           | *                  | *                           |
| 6  | Cuba       | Léa Viktoria, Frédéric Vassort & Daniel Leconte   | 24/01/13           | *                  |                             |
| 7  | Iran       | Barbara Necek                                     | 11/06/13           | *                  |                             |
| 8  | Norvège    | Anna Kwak-Sialelli                                | 06/08/13           | *                  |                             |
| 9  | Allemagne  | Kathrin Wildhagen, Johannes Kulms, Daniel Leconte | 17/09/13           |                    |                             |